# East New Market
East New Market – miasto w Stanach Zjednoczonych, w stanie Maryland, w hrabstwie Dorchester.